# Trikotnik (ozvezdje)
Trikotnik (latinsko Triangulum) je majhno ozvezdje severne nebesne poloble in eno od 88 sodobnih ozvezdij, ki jih je priznala Mednarodna astronomska zveza. Bilo je tudi eno od Ptolemejevih 48 ozvezdij. Glavne zvezde ozvezdja, z navideznim sijem 3 in 4m tvorijo skoraj enakokraki dolgi in ozki trikotnik.

## Znana nebesna telesa v ozvezdju

### Zvezde
- Metalah (α Tri) [Ras al Mutalah, Caput Trianguli], spektroskopsko dvozvezdje, rumeno-bela podorjakinja, spektralni razred F6 IV, navidezni sij 3,41m, oddaljenost od Sonca 61,1 sv. l.
- Deltotron (β Tri) [Deltotum], bela orjakinja, spektralni razred A5 III, navidezni sij 3,00m, oddaljenost 124 sv. l.
- γ Tri, bela pritlikavka glavnega niza, spektralni razred 	A1 Vnn, navidezni sij 4,03m, oddaljenost 118 sv. l.
- δ Tri, spektroskopsko dvozvezdje, prva komponeta je rumena pritlikavka (zvezda GV), druga pa je oranžna pritlikavka (zvezda K V). Sistem je del gibajoče skupine ζ Herkula.
- 6 Tri (ι Tri), dvojno dvozvezdje, prva komponenta rumena, druga svetlomodra.

### Galaksije
V tem ozvezdju leži spiralna galaksija M33 (5m7/62'x39'), znana tudi kot Vetrnica.